# 큰귀대꼬리박쥐
큰귀대꼬리박쥐 또는 큰귀칼집꼬리박쥐(Emballonura dianae)는 대꼬리박쥐과에 속하는 박쥐의 일종이다. 파푸아뉴기니와 솔로몬 제도에서 발견된다. 서식지 감소로 멸종 위협을 받고 있다.